# Zapasy na Igrzyskach Imperium Brytyjskiego i Wspólnoty Brytyjskiej 1962
Zapasy na Igrzyskach Imperium Brytyjskiego i Wspólnoty Brytyjskiej 1962 odbyły się w Perth.

## Mężczyźni

### Styl wolny
| Kat. wagowa |                    |                 |                |
| ----------- | ------------------ | --------------- | -------------- |
| 52 kg       | Muhammad Niaz-Din  | Peter Michienzi | Warren Nisbet  |
| 57 kg       | Muhammad Siraj-Din | Walter Pilling  | James Turnbull |
| 63 kg       | Ala-ud-Din         | Matti Jutila    | Bert Aspen     |
| 70 kg       | Muhammad Akhtar    | Sidney Marsh    | Kurt Boese     |
| 78 kg       | Muhammad Bashir    | Phil Oberlander | Len Allen      |
| 87 kg       | Muhammad Faiz      | Michael Benarik | Fred Thomas    |
| 97 kg       | Tony Buck          | Muhammad Saeed  | Jim Armstrong  |
| plus97 kg   | Mohammad Niaz      | Ray Mitchell    | Denis McNamara |

## Tabela medalowa
| Poz.    | Państwo       |   |   |   | Łącznie |
| 1       | Pakistan      | 7 | 1 | 0 | 8       |
| 2       | Anglia        | 1 | 1 | 3 | 5       |
| 3       | Australia     | 0 | 3 | 1 | 4       |
| 3       | Kanada        | 0 | 3 | 1 | 4       |
| 5       | Nowa Zelandia | 0 | 0 | 2 | 2       |
| 6       | Szkocja       | 0 | 0 | 1 | 1       |
| Łącznie | Łącznie       | 8 | 8 | 8 | 24      |